# Fibigia multicaulis
Fibigia multicaulis là một loài thực vật có hoa trong họ Cải. Loài này được (Boiss. & Hohen.) Boiss. mô tả khoa học đầu tiên năm 1867.